# Бубна унд Литтиц, Фердинанд фон
Фердинанд фон Бубна унд Литтиц (нем. Ferdinand von Bubna und Littitz; 26 ноября 1768, Замрск — 6 июня 1825, Милан) — граф, австрийский фельдмаршал-лейтенант, дипломат.

## Биография
Фердинанд фон Бубна унд Литтиц родился 26 ноября 1768 года в чешском городке Замрске, происходил из древнего богемского рода.
В 1784 году вступил в австрийскую военную службу. В рядах австрийского вспомогательного корпуса в 1788—1790 годах он сражался с турками, а затем принимал участие в Первой коалиционной войне против революционной Франции. В 1799 году получил чин майора и несколько позже был назначен адъютантом эрцгерцога Карла.
Произведённый в начале 1805 года в полковники и в том же году в генерал-майоры Бубна возглавил военный департамент австрийского придворного совета. В этой должности он принимал участие в сражении с французами при Аустерлице.
В 1809 году Бубна получил чин фельдмаршал-лейтенанта.
В конце 1812 года, по возвращении Наполеона из России, Бубна занимал должность австрийского посла в Париже. Когда Наполеон отправился в Германию к армии, Бубна возвратился в Вену; но 16 мая снова был послан к Наполеону в Дрезден, с мирными предложениями со стороны Австрии, в чём, однако же, не имел успеха, равно как и при второй поездке во время Рейхенбахского перемирия в главную французскую квартиру.
По возобновлении войны, Бубна принял начальство над 1-й лёгкой дивизией австрийской армии в Богемии; соединился с генералом Беннигсеном и в составе его корпуса участвовал в сражении при Лейпциге. Затем Бубна, командуя австрийским авангардным отрядом, был в преследовании французов до Рейна. 10 декабря 1813 года награждён орденом св. Анны 1-й степени.
В конце декабря 1813 года ему было назначено вступить с 20-тысячным австрийским корпусом, через Женеву и Юрские горы, в Южную Францию. Встретив близ Лиона превосходящие силы маршала Ожеро, Бубна не смог овладеть Лионом и был вынужден отступить до Женевы, где дожидался прибытия в подкрепление корпусов принца Гессен-Гомбургского и графа Бианки.
Сдав командование принцу Гессен-Гомбургскому, Бубна под его началом принял участие в походе во Францию и по взятии Лиона австрийцами был временным губернатором этого города. По выходе союзных войск из Франции Бубна был назначен военным губернатором Пьемонта и Савойи, до прибытия туда сардинского короля.
По возвращении Наполеона в 1815 году с острова Эльбы, Бубна предводительствовал 2-м армейским корпусом в армии Фримона, и шёл на Лион через Савойю, где встретил маршала Сюше, и имел с ним несколько стычек. После поражения Наполеона при Ватерлоо и сдачи союзникам Парижа, Бубна занял Лион без сопротивления. В сентябре он возвратился в Италию, на должность наместника главнокомандующего в Ломбардии, и был награждён поместьями в Богемии.
Во время Пьемонтского восстания 1821 года Бубна получил главное начальство над австрийскими войсками, назначенными для восстановления законного правительства. В продолжение не более шести дней, он успокоил и привёл в повиновение весь Пьемонт. Орден Леопольда и богатые поместья в Савойе были наградой этих заслуг. Также от российского императора Александра I он 23 апреля 1821 года получил орден св. Александра Невского.
По возвращении в Милан, Фердинанд фон Бубна унд Литтиц заболел и умер 6 июня 1825 года.